# Lovitura de stat din Columbia din 1900
Lovitura de stat din Columbia din 1900 a avut loc la 31 iulie a aceluiași an și a constat în preluarea pașnică a puterii de către vicepreședintele José Manuel Marroquín⁠(d), care, susținut de Partidul Conservator și Partidul Liberal, l-a înlăturat pe Manuel Antonio Sanclemente⁠(d), membru al Partidului Național . Lovitura de stat a avut loc în contextul Războiului de o Mie de Zile și a profitat de starea delicată de sănătate a președintelui Sanclemente, vârsta înaintată și nepopularitatea.

## Context
Antecedentele directe ale loviturii de stat pot fi găsite în anii 1880 și 1890. În 1886, după mai bine de 20 de ani de regim liberal radical, guvernul lui Rafael Núñez⁠(d) a promulgat constituția din 1886. Núñez s-a îmbolnăvit mai târziu, iar vicepreședintele său, Miguel Antonio Caro⁠(d), a continuat să exercite puterea executivă, preluând președinția când Núñez a murit în 1894.
În timpul mandatului lui Caro, diferențele dintre sectorul istoric al Partidului Conservator și cel al Partidului Național s-au accentuat. Caro și-a încheiat mandatul în mijlocul unei grave crize politice datorate diviziunii conservatorismului, precum și marcată de pregătirile de război din ce în ce mai evidente ale Partidului Liberal, care tocmai fusese învins în alegerile din 1885 și 1895. La fel, decadenta situație economică, cauzată de prăbușirea prețurilor la cafea, a generat o inflație tot mai mare, oprirea executării lucrărilor publice și întârzierea salariilor funcționarilor guvernamentali, obligând guvernul să recurgă la măsuri nepopulare precum crearea Consiliului de Emisiune și monopolizarea industriei tutunului.
Pentru alegerile prezidențiale din 1898, Caro l-a desemnat pe ministrul de război, Manuel Antonio Sanclemente, drept candidat al Partidului Național, încrezător că îl poate manipula cu ușurință pe Sanclemente și va rămâne la putere.În acele alegeri, sectorul istoric i-au desemnat pe eroul războiului civil din 1895, generalul Rafael Reyes⁠(d), și pe fostul președinte, Guillermo Quintero Calderón, drept candidați la vicepreședinție; în ultimul moment, Quintero a fost desemnat candidat la președinție și Marceliano Vélez candidat la vicepreședinție.
În cele din urmă, Sanclemente a fost ales președinte cu 78,5% din voturi. Faptul că voturile pentru Sanclemente au fost de cinci ori mai multe decât cele primite de cuplul liberal Samper-Soto, a declanșat proteste cu privire la o posibilă fraudă electorală, printre care s-au remarcat cele făcute de intelectualul conservator Carlos Martínez Silva, care a asigurat într-un discurs că electoratul liberal cuprindea cel puțin jumătate din țară. Aceste plângeri au fost binevenite în cadrul liberalilor, mai ales în sectoarele favorabile luptei cu armele împotriva guvernului. Aceasta a fost una dintre justificările care au dat naștere, în anul următor, la Războiul celor o mie de zile.

### Războiul celor O Mie de Zile și guvernul lui Sanclemente

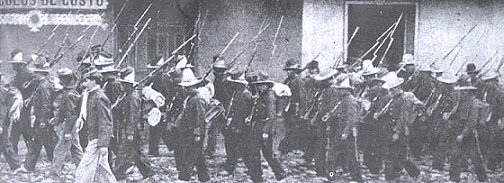
Trupe în timpul Războiului de O Mie de Zile

Din motive de sănătate, Sanclemente nu a putut prelua funcția așa cum ar fi trebuit la 7 august 1898 și l-a trimis pe Marroquín să preia puterea. Neîncrederea lui Caro față de Marroquín era atât de mare încât el, la rândul său, l-a numit pe diplomatul Rafael Pinto Valderrama să predea puterea lui Marroquín.
Încă de la începutul mandatului său, Sanclemente a trebuit să se confrunte cu o opoziție liberală acerbă și cu așa-numitul sector istoric al Partidului Conservator, care se pronunțase în favoarea unei președinții pentru Marroquín. Exercitând puterea în primele luni ale guvernului Sanclemente a pus în aplicare mai multe reforme politice și economice promovate de liberali și de conservatorii istorici, ceea ce a provocat alarmarea Partidului Național, obligându-l pe Sanclemente să preia puterea în noiembrie 1899. Acest eveniment a înăsprit situația politică și frustrarea reformatorilor. Din cauza vârstei sale înaintate, Sanclemente a fost nevoit să mute sediul guvernului din Bogota, care era un oraș rece, spre orașe mai calde, mai întâi Anapoima⁠(d), apoi Tena⁠(d) și în cele din urmă la Villeta⁠(d).
Criza economică rezultată din scăderea prețurilor la cafea și recesiunea exporturilor a redus importurile, ceea ce, la rândul său, a provocat o scădere a colectării impozitelor, principala sursă de venit a guvernului. Ca parte a măsurilor de austeritate, guvernul a redus numărul de membri ai Forțelor Armate, concediind peste 1.000 de soldați până în decembrie 1899. De asemenea, a dat instrucțiuni ministrului său de Finanțe, Carlos Calderón, să obțină împrumuturi interne și/sau externe, și să rezolve problema lipsei de numerar fără a fi nevoit să recurgă la emiterea de bani de hârtie, măsură foarte nepopulară.
În ciuda încercărilor guvernului de a pune capăt crizei economice și politice, situația nu a făcut decât să se agraveze, iar în august 1899, Partidul Conservator și-a retras sprijinul pentru guvernul Sanclemente. Această situație a oferit pretextul necesar sectorului războinic al Partidului Liberal să declanșeze Războiul celor O Mie de Zile în octombrie 1899. Războiul a început în regiunile producătoare de cafea guvernate de elite liberale, grav afectate de criza economică menționată mai sus.
Începutul războiului a determinat Consiliul de Emisiune, care îndeplinea funcția de emitent, să resigileze un număr mare de bancnote care fuseseră emise de băncile private înainte de 1887, când această activitate a fost interzisă. Acest lucru, adăugat la noile emisiuni ale guvernului și ale armatei revoluționare, a provocat o inflație excesivă care a fost folosită de opoziție pentru a justifica lovitura de stat. Începutul războiului a provocat și o reorganizare politică: naționaliștii au primit sprijinul unei bune părți din cei elementele istorice, ceea ce le-a permis să se infiltreze în înalte funcții guvernamentale, iar liberalii pacifiști au pierdut teren în fața liberalilor războinici.

## Lovitura de stat

### Pregătiri
În timpul războiului, Partidul Național aflat la putere, condus de președintele Sanclemente, a căutat să negocieze cu așa-zișii conservatori istorici care se aflau în Partidul Conservator, inclusiv cu unii dintre ei aflați în guvern, pentru a se folosi de sprijinul lor în favoarea necesității de a extinde aparatul militar. La rândul lor, în încercarea de a pacifica țara, anumiți liberali importanți au fost incluși în cabinet, precum Nicolás Esguerra⁠(d) drept comisar pentru a se ocupa de compania Canalului Panama și Carlos Arturo Torres ca secretar al acesteia. Totuși, acest lucru a devenit inutil, întrucât conservatorii istorici erau în conflict cu naționaliștii și aveau afinități cu liberalii, care nu aveau nicio intenție de a negocia cu guvernul.
Chiar și așa, guvernul a reușit să facă față celor mai sângeroase două bătălii ale războiului: Peralonso, în care liberalii au triumfat, și după care au trimis guvernului o propunere de pace, care a fost respinsă, și Palonegro, care a însemnat înfrângerea decisivă a liberalilor, care nu au reușit niciodată să își revină.
Alarmați de direcția războiului, treizeci și unu de conservatori istorici, civili și militari, au început rapid să comploteze pentru a organiza o lovitură de stat; conservatorii l-au contactat pe șeful liberalilor, Aquileo Parra⁠(d), și i-au oferit președinția la mijlocul anului 1900. Conservatorii plănuiseră ca după lovitură de stat să se caute o pace onorabilă, fără represalii , convocarea unui corp constituant pentru alegeri, eliberarea prizonierilor politici și separarea de guvernul lui Arístides Fernández, care era urât de către liberali.
În cadrul pregătirilor, campania de denigrare a guvernului s-a intensificat, generând acuzații de proastă guvernare, bazate pe fapte precum faptul că puterea executivă era împărțită între Bogotá și Villeta și că unii miniștri ai cabinetului aveau ștampile cu semnătura președintelui, ceea ce dădea de înțeles că ar fi vorba de acte de corupție; în plus, l-au acuzat pe ministrul Guvernului, Rafael María Palacio, că exercită puterea în numele guvernului. În realitate, aceste acuzații s-au dovedit a fi nefondate și exagerate.

### Evenimentele din 31 iulie

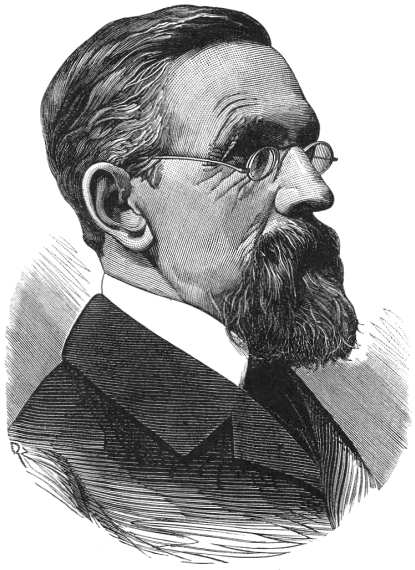

Ministrul de Război, Manuel Casabianca, a facilitat indirect lovitura de stat numindu-l pe generalul Jorge Moya Vásquez, una dintre cele 31 de figuri istorice ale complotului, drept comandant al forțelor Sumapaz. Generalul Moya, cu o armată de o mie de oameni, s-a depalsat din Soacha amenințând că va mărșălui spre Villeta și, de fapt, s-a îndreptat spre Bogotá, unde a ajuns în după-amiaza zilei de 31 iulie. Dar atitudinea nehotărâtă a unei mari părți a ofițerilor de armată și absența lui Marroquín l-au făcut pe Moya să se îndoiască de rezultatul situației și a demisionat în fața generalului Casabianca.
Acest lucru a creat o mare tensiune în garnizoanele din Bogota care au trebuit să negocieze. Lovitura de stat a avut loc în după-amiaza zilei de 31 iulie. Comandantul poliției Arístides Fernández a garantat succesul mișcării trimițând o forță care să-l numească pe Marroquín președinte al Columbiei. Sanclemente a fost informat despre situație la reședința sa privată după ce 300 de oameni au fost trimiși la Villeta unde se afla. În ciuda faptului că era protejat de 500 de soldați, nu a opus rezistență și Sanclemente a fost arestat. La căderea nopții, tunurile de la Palacio de San Carlos au bubuit la unison, anunțând plecarea lui Sanclemente din guvern. Marroquín a preluat puterea în aceeași zi și a rămas la putere încă doi ani.